# Казе Сиконолфи (Авелино)
Казе Сиконолфи је насеље у Италији у округу Авелино, региону Кампанија.
Према процени из 2011. у насељу је живело 15 становника. Насеље се налази на надморској висини од 809 м.